# Joseph Yobo
Joseph Phillip Yobo (* 6. September 1980 in Kono, Rivers) ist ein ehemaliger nigerianischer Fußballspieler.

## Karriere
Yobo begann seine Profifußballerkarriere bei Michellin Port-Harcourt. 1998 wurde er von Standard Lüttich unter Vertrag genommen, dort gab er 2000 sein Profidebüt. 2001 wechselte der Defensiv-Allrounder zu Olympique Marseille. Von dort lieh man ihn zunächst an CD Teneriffa aus. Ohne je ein Spiel für Teneriffa gemacht zu haben, wurde er in der darauffolgenden Saison erneut ausgeliehen, diesmal an den FC Everton.
Bei Everton konnte er überzeugen und wurde im Sommer 2003 für knapp sechs Millionen Euro verpflichtet. Seit seiner Ankunft ist er Stammspieler und verpasste in der Saison 2006/07 keine Spielminute. 2006 verlängerte er seinen Vertrag bei Everton bis 2010, im Mai 2009 bis 2014.
Am 31. August 2010 wurde Yobo für ein Jahr an den türkischen Erstligisten Fenerbahçe Istanbul ausgeliehen. Eine Kaufoption konnte nach einem Jahr von Fenerbahçe gezogen werden. Kurz vor Transferschluss am 5. September 2011 wurde Yobo für 700.000 Euro und für ein weiteres Jahr an den türkischen Erstligisten Fenerbahçe Istanbul ausgeliehen.
Ab dem 30. Januar 2014 spielte er auf Leihbasis beim englischen Erstligisten Norwich City. 
Ende August 2014 wurde sein Vertrag mit Fenerbahçe aufgelöst.

### Nationalmannschaft
Yobo spielte bisher 100-mal im nigerianischen Fußballnationalteam. Sein erstes Spiel bestritt er im Mai 2001 gegen die sambische Fußballnationalmannschaft. Er ist gegenwärtig der Rekordnationalspieler seines Heimatlandes Nigeria. Am 25. Juni 2014 machte er gegen Argentinien im Gruppenspiel bei der Weltmeisterschaft 2014 sein 100. Länderspiel. Nach der WM erklärte er seinen Rücktritt aus der Nationalmannschaft.

## Erfolge

### Nationalmannschaft
- CAF-Afrikameisterschaft:
  - Dritter 2002
  - Dritter 2004
  - Dritter 2006
  - Viertelfinalist 2008
  - Dritter 2010
  - Meister 2013

### Persönliche Ehrungen
- 2 × Gewählt in das Team des Jahres Afrikas (CAF Best XI): 2005,[12] 2008,[13]

### Verein
- Fenerbahçe Istanbul
  - 1 × Türkischer Meister: 2011
  - 2 × Türkischer Pokalsieger: 2012, 2013

## Sonstiges
Er ist ein Bruder des ehemaligen Nationalspielers Albert Yobo, der eineinhalb Jahre in Österreich und Deutschland spielte. Im Juli 2008 wurde Joseph Yobos jüngerer Bruder Norum in Port Harcourt von Kidnappern entführt. Nach zwei Wochen kam er frei.
Yobo gründete 2007 die Joseph Yobo Foundation, die Kindern in Nigeria hilft, einen Schul- oder Universitätsabschluss zu erlangen. Im Jahr 2007 hatte er schon über 300 Stipendien verteilt. Außerdem hat er in Ogoni eine Fußballakademie gegründet und betreibt zusammen mit dem Everton Lagos FC ein Fußballcamp.